# Birchiș
Birchiș is een Roemeense gemeente in het district Arad.
Birchiș telt 2040 inwoners.